# Marmelade (ort)
Marmelade är en ort i Haiti.   Den ligger i departementet Artibonite, i den norra delen av landet, 110 km norr om huvudstaden Port-au-Prince. Marmelade ligger 759 meter över havet och antalet invånare är 2 184.
Terrängen runt Marmelade är kuperad. Runt Marmelade är det ganska tätbefolkat, med 172 invånare per kvadratkilometer. Närmaste större samhälle är Saint-Raphaël, 18,9 km sydost om Marmelade. Omgivningarna runt Marmelade är en mosaik av jordbruksmark och naturlig växtlighet.